# هويدا مصطفى
هويدا مصطفى هي إعلامية مصرية وهي أستاذة بكلية الإعلام جامعة القاهرة ووكيلة كلية الإعلام للدراسات العليا والبحوث في «جامعة القاهرة» منذ سبتمبر 2018، وعضو اللجنة الوطنية للتشريعات الإعلامية والصحفية ولجنة تطوير الأداء الإذاعي في «الهيئة الوطنية للإعلام» منذ 2017، وعضو لجنة الإعلام في «المجلس الأعلى للثقافة» منذ 2015، وعضو أمانة «المجلس الأعلى للجامعات» بقطاع الإعلام.
بدأت مسيرتها المهنية بالعمل معيدة بقسم الإذاعة بكلية الإعلام في «جامعة القاهرة» عام 1984، ثم أصبحت مدرساً مساعداً بالقسم ذاته في 1988، ومدرساً عام 1994 ثم أستاذاً مساعداً في 2000، وترقت إلى رتبة أستاذ في 2005.
شغلت منصب مدير «مركز التدريب والتوثيق والإنتاج الإعلامي» بكلية الإعلام في «جامعة القاهرة» في 2011، ورئيس قسم الإذاعة في الكلية ذاتها (2012-2014) وعميد «المعهد الدولي العالي للإعلام» بالشروق (2014-2017).
حصلت على «جائزة التفوق» من «المجلس الأعلى للثقافة» في العلوم الاجتماعية لعام 2019.